# SkyLoop
SkyLoop est un modèle de montagnes russes en métal conçu et fabriqué par l'entreprise allemande Maurer Rides. Le premier modèle à avoir été ouvert fut Sky Wheel à Skyline Park en 2005. Son ouverture était prévue en 2004, mais les travaux plus longs que prévu pour ce prototype ne permirent pas l'ouverture dans les temps. De type XT 150 (en référence à la longueur de son parcours), le catalogue du constructeur a ensuite développé des variantes dont le XT 450 (dont les montagnes russes Abismo sont un exemple) et des modèles custom (personnalisés).

## Le concept
Le train débute directement par le Humpty Bump Lift, un lift vertical. Ce dernier n'a pas que pour fonction de hisser le train en altitude, il sert aussi à parcourir la première inversion en faisant se retourner le train, mettant les passagers la tête à l'envers. Il est à ce moment lâché sur la voie pour lui permettre d’effectuer l'inversion située au sommet de l'attraction ressemblant à une Heartline roll inclinée. Il s'ensuit la descente à toute vitesse. Le train repasse dans la gare sans s'arrêter et remonte le long du lift. Perdant de la vitesse, le train s'arrête et dans la montée, et grâce à son poids, part en marche arrière pour reparcourir une nouvelle fois la gare. Perdant à nouveau de la vitesse, le train redescend, traverse une troisième fois la gare et est stoppé dans le lift. Le train est ensuite doucement tracté en marche arrière pour regagner sa place en gare. 
Maurer Rides a développé des modèles custom (personnalisés) de cette attraction, en conservant la première partie de l'attraction, mais en rendant la fin du tour plus proche rallongeant le parcours avec d'autres inversions. 

## Attractions de ce type
Ce modèle de montagnes russes n'est pas très répandu, on compte actuellement dix modèles de SkyLoop dans le monde.
| Nom                 | Parc                            | Pays       | Ouverture         | Remarques                      |
| ------------------- | ------------------------------- | ---------- | ----------------- | ------------------------------ |
| Abismo              | Parque de Atracciones de Madrid | Espagne    | 27 juin 2006      | Unique modèle XT 450           |
| Buzzsaw             | Dreamworld                      | Australie  | 17 septembre 2011 |                                |
| Clouds of Fairyland | World Joyland                   | Chine      | 8 mai 2011        |                                |
| Hidden Anaconda     | Happy Valley (Wuhan)            | Chine      | 29 avril 2012     |                                |
| Sky Wheel           | Skyline Park                    | Allemagne  | 18 mars 2005      | Première attraction de ce type |
| Terror Twister      | Nantong Adventure Land          | Chine      | 29 avril 2013     |                                |
| Terror Twister      | Fantawild Dream Park            | Chine      | 28 avril 2013     |                                |
| Terror Twister      | Fantawild Adventure             | Chine      | 1er octobre 2012  |                                |
| Ukko                | Linnanmäki                      | Finlande   | 27 mai 2011       |                                |
| X Coaster           | Magic Springs and Crystal Falls | États-Unis | 27 mai 2006       |                                |

## Galerie

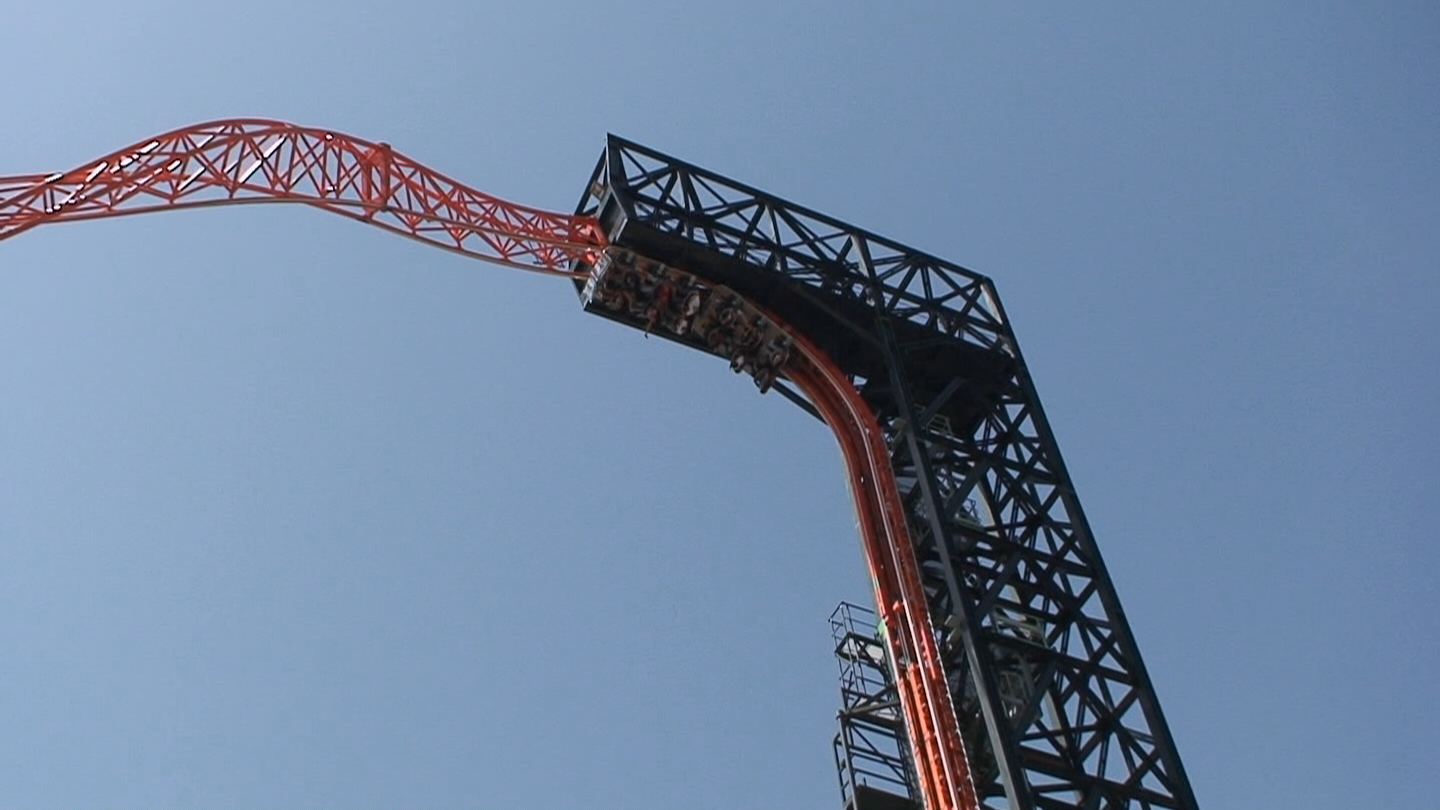
Abismo à Parque de Atracciones de Madrid
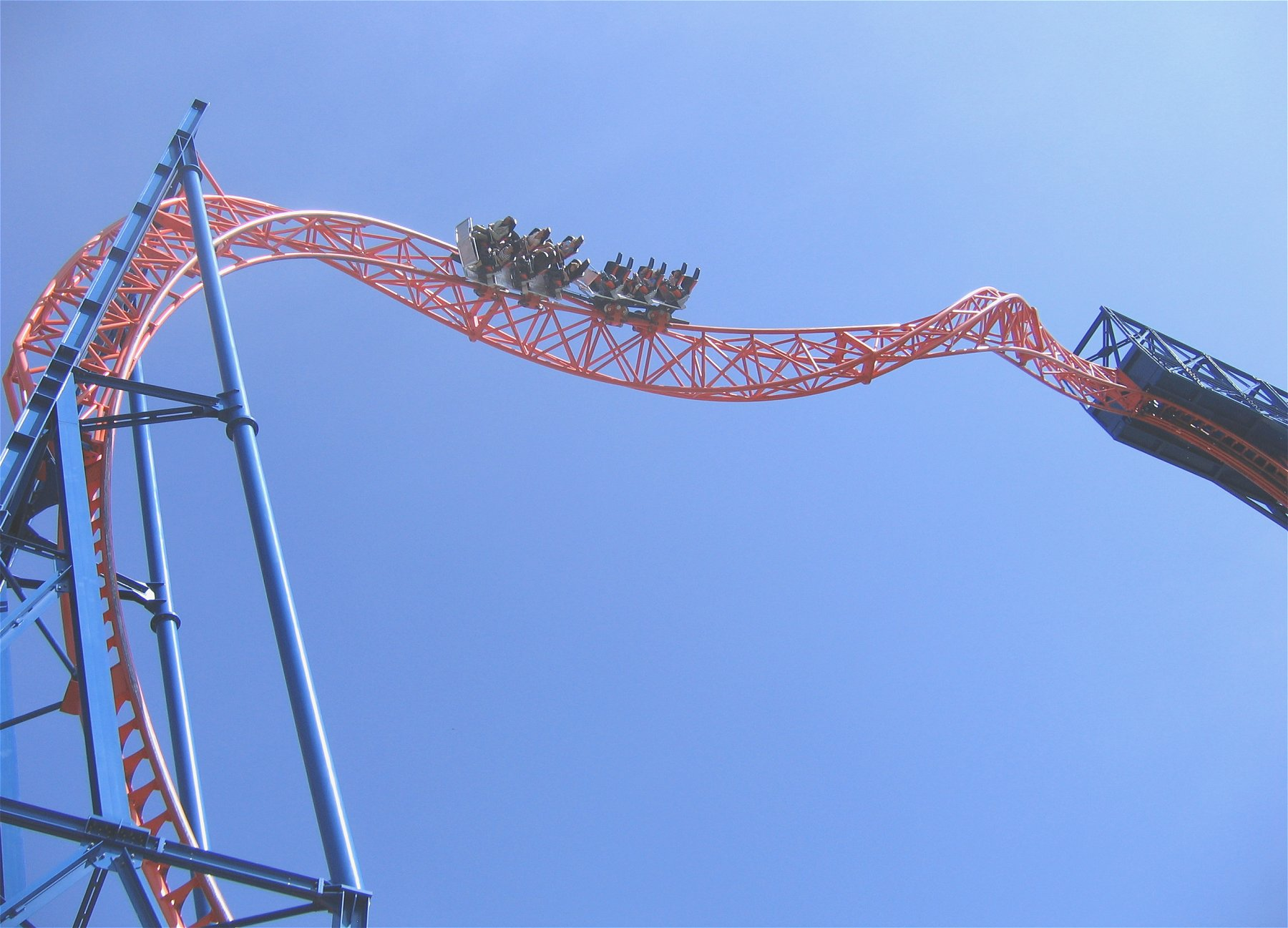
Sky Wheel à Skyline Park
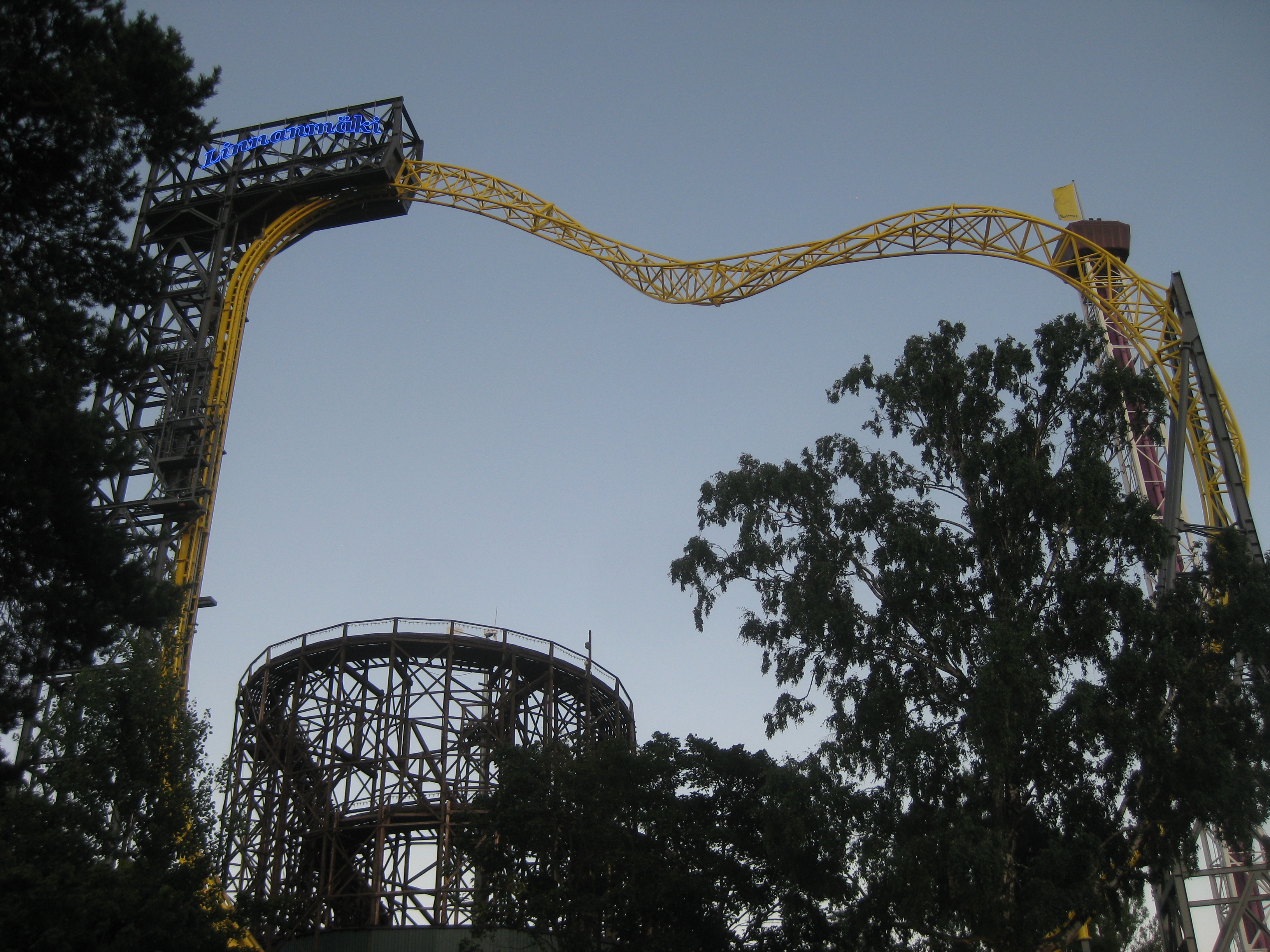
Ukko à Linnanmäki
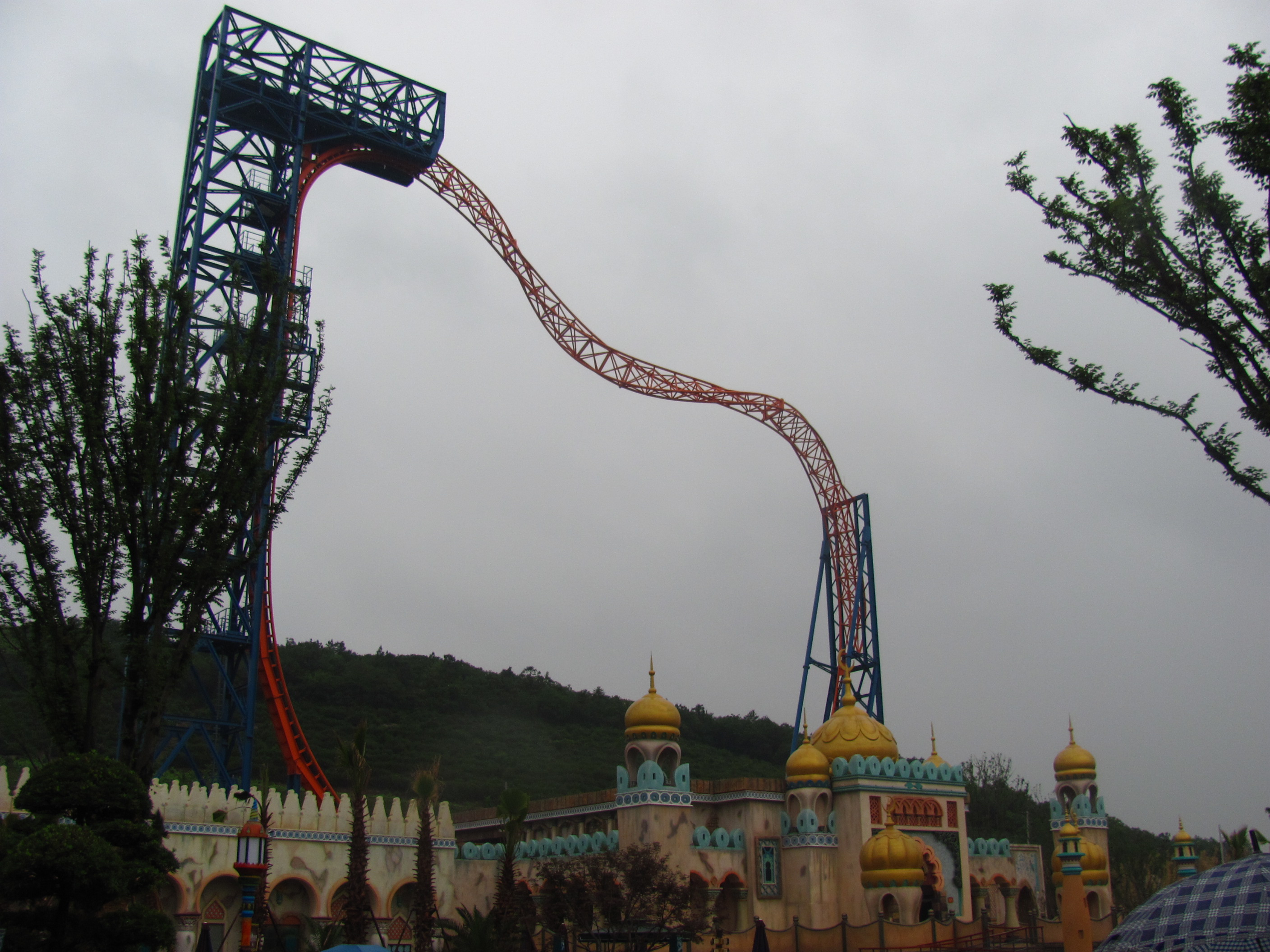
Clouds of Fairyland à World Joyland